# Colm Meaney
Colm J. Meaney (iriska: Colm Ó Maonaigh), född 30 maj 1953 i Dublin, Irland, är en irländsk skådespelare som spelat i bland annat filmerna The Commitments och The Snapper, men kanske mest känd för sin rollfigur Miles O'Brien i TV-serierna Star Trek: The Next Generation och Star Trek: Deep Space Nine. Han är den skådespelare som uppträtt i näst flest Star Trek-avsnitt, efter Michael Dorn. Därtill har han medverkat som gästskådespelare i många andra TV-serier. Han hade en framträdande roll i serien Hell on Wheels där han personifierar Thomas C Durant.

## Tidiga år
Meaney föddes i Dublin 1953. Vid fjorton års ålder påbörjade han sin skådespelarkarriär i samband med att han började på Abbey Theatre School of Acting. Han blev medlem i Irish National Theatre och arbetade de följande åtta åren i England, där han turnerade runt med flera teaterföretag.

## Karriär

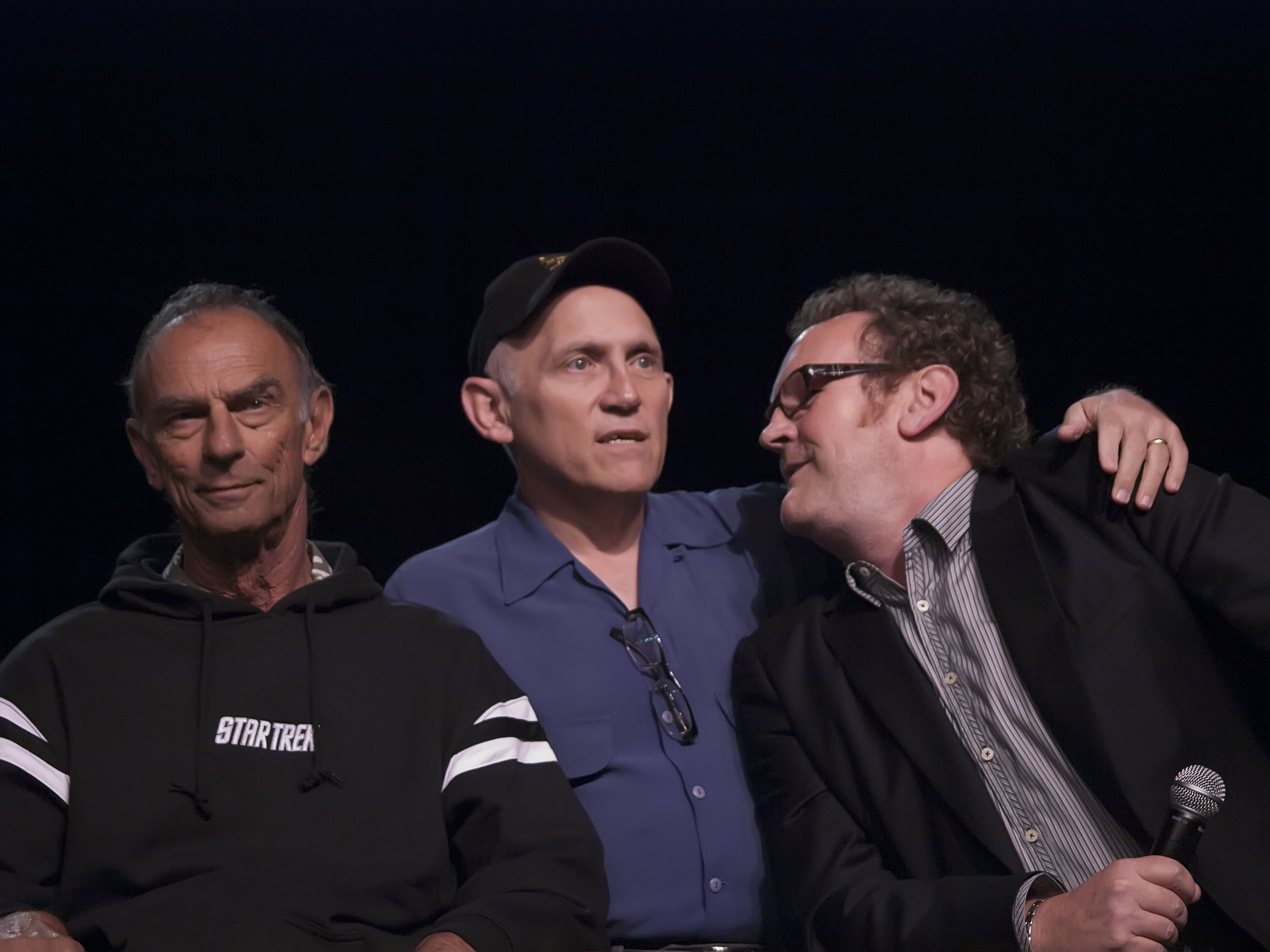
Colm Meaney (till höger) tillsammans med Deep Space 9-skådespelarna Marc Alaimo (till vänster) och Armin Shimerman (mitten) på Star Trek-konferensen i Las Vegas 2009.

Första gången Meaney framträdde i TV var i Z-Cars på BBC1 1978. Efter att ha gästskådespelat i serier som Remington Steele och Moonlightning så påbörjades hans framgångsrika filmkarriär på allvar. Han nominerades till en Golden Globe för bästa skådespelare för sin roll i The Snapper.
Meaneys första framträdande i Star Trek: The Next Generation var som en namnlös styrman i pilotavsnittet Encounter at Farpoint 1987. Karaktären blev ofta återkommande, och fick namnet Miles O'Brien, efterhand som han blev mer framträdande i besättningen som Transporter Chief. 1993 lämnade Meaney The Next Generation för en mer central och regelbunden roll i dess spin-off-serie Star Trek: Deep Space Nine, där han förblev med få undantag från pilotavsnittet fram till det sista avsnittet 1999. Med totalt 225 framträdanden i Star Trek så har han medverkat i fler avsnitt i franchisen än någon annan skådespelare, förutom Michael Dorn.

## Privatliv
Meaneys första giftermål var 1977 med den irländska skådespelaren Bairbre Dowling,

med vem han fick en dotter vid namn Brenda 1984. De skildes 1994. Andra gången han gifte sig var 15 mars 2007 med den franska kostymdesignern Ines Glorian, som han fick dottern Ada med 2005.

## Filmografi (urval)
- 1987–1994 – Star Trek: The Next Generation (TV-serie)
- 1990 – Dick Tracy
- 1990 – Die Hard 2
- 1991 – The Commitments
- 1993 – The Snapper (TV-film)
- 1993–1999 – Star Trek: Deep Space Nine (TV-serie)
- 1995 – Engelsmannen som gick upp för en kulle men kom ner från ett berg
- 1997 – Con Air
- 2003 – The Boys From County Clare
- 2004 – Layer Cake
- 2004–2006 – Stargate: Atlantis (TV-serie)
- 2009 – Simpsons, avsnitt In the Name of the Grandfather (gäströst i TV-serie)
- 2009 – The Damned United
- 2009 – Law Abiding Citizen
- 2010 – Get Him to the Greek
- 2011–2013 – Hell on Wheels (TV-serie)
- 2012 – Bel Ami
- 2020–- – Gangs of London (TV-serie)